# たいせつ (北海道)
株式会社たいせつは、北海道網走郡大空町に本社を置く企業。運搬・土木の事業を中心に、貸切バス事業や日帰り入浴施設の運営も行っている。

## 歴史
1959年（昭和34年）に設立された株式会社女満別トラックが前身。買収等で事業を拡大し、1972年（昭和47年）12月に北見営業所（当時端野町に所在）、1987年（昭和62年）4月に釧路営業所、同年10月に網走営業所を開設。1988年（昭和63年）8月には女満別町内で温泉掘削に成功し浴場経営にも乗り出した。現在の組織は1991年（平成3年）3月に設立されたもので、効率化のため子会社の吸収合併による一本化などを経て現在に至る。

## 事業所
本社・本社営業所
北海道網走郡大空町女満別西3条2丁目1-13
北見営業所
北海道北見市小泉416-18
網走営業所
北海道網走市港町118-1
釧路支店
北海道釧路市星が浦南1丁目2-15
札幌営業所
北海道北広島市大曲工業団地6丁目2-14
- 北見富士観光バス札幌営業所として開設。

## 主な業態
交通事業部
- 貨物営業部
- 建設資材
- 環境土木
- 北都リース
- 旅客営業部

| 貸切バス |  | 貸切バス |
| 貸切バス |  |          |

通称「たいせつバス」あるいは「たいせつ観光バス」。1975年（昭和50年）5月に事業開始した北見富士観光バスを1982年（昭和57年）7月に子会社化し、1998年（平成10年）6月に吸収合併した。貸切バスは、通常は北見運輸支局管内および川上郡弟子屈町、釧路市発着での事業が認められているが、貸切バス事業者安全性評価認定制度による優良事業者に限定した営業区域の弾力的な運用による特例で、2025年（令和7年）4月1日現在北海道全域となっている。車両は13台登録されている。女満別地区のスクールバス運行を受託する。
商事営業部
- 五輪自動車サービスセンター
- 北都建設機械サービスセンター
- 女満別トラック興産

## 温泉
めまんべつ温泉 湯元山水 美肌の湯
北海道網走郡大空町女満別湖畔3丁目2番3号 
- 泉質：アルカリ性単純温泉（アルカリ性低張性高温泉）

北見湯元のつけ乃湯
北海道北見市ひかり野3丁目2-4 
- 泉質：ナトリウム一硫酸塩・塩化物泉（低張性弱アルカリ性高温泉）

## 関連会社
株式会社ダイナ建設
特定建設業、環境土木工事業。会社組織としてはたいせつ創業時の女満別トラックが商号変更したもの。
有限会社ホテル山水
めまんべつ温泉湯元ホテル山水の運営。